# جورج سبنسر (سياسي)
جورج سبنسر (بالإنجليزية: George Spencer, 4th Duke of Marlborough)‏ (و. 1739 – 1817 م) هو سياسي، وضابط من المملكة المتحدة لبريطانيا العظمى وأيرلندا، ومملكة بريطانيا العظمى، كان عضوًا في حزب الأحرار البريطاني، كان عضوًا في الجمعية الملكية، توفي في قصر بلاينهايم، عن عمر يناهز 78 عاماً.

## مناصب
تولى منصب اللورد أمين الختم الكنيف ‏
- كبير أمناء البلاط

.

## التعليم
تعلم في كلية إيتون
.

## الخدمة العسكرية
خدم في الجيش البريطاني.

## جوائز
حصل على جوائز منها:

زميل في الجمعية الملكية